# 8103 Fermi
8103 Fermi è un asteroide della fascia principale. Scoperto nel 1994, presenta un'orbita caratterizzata da un semiasse maggiore pari a 2,9704674 UA e da un'eccentricità di 0,0431300, inclinata di 6,86250° rispetto all'eclittica.
L'asteroide è dedicato al celebre fisico Enrico Fermi.